# Antônio Olinto
Antônio Olinto (na grafia original, Antonio Olyntho Marques da Rocha; Ubá, 10 de maio de 1919 — Rio de Janeiro, 12 de setembro de 2009) foi um escritor brasileiro.
Sua obra abrange poesia, romance, ensaio, crítica literária, análise política, literatura infantil e dicionários.

## Formação
Estudou filosofia e teologia nos seminários católicos de Campos, Belo Horizonte e São Paulo. Desistiu de ser padre.
Foi professor durante dez anos de latim, português, história da literatura, francês, inglês e história da civilização, em colégios do Rio de Janeiro. Foi, desde 1998, professor visitante do Curso de Letras da Universidade - Centro Universitário da Cidade do Rio de Janeiro. Em 2004, o Reitor Paulo Alonso inaugurou, no campus Méier, a Biblioteca Antônio Olinto, com a presença do imortal que, em seu discurso, demonstrou o contentamento em poder participar de uma inauguração dessa importância. "Geralmente, as homenagens são prestadas em memória. O meu amigo Paulo Alonso está me fazendo a grande gentileza de me fazer mais feliz em poder estar aqui com ele e com tantos alunos e professores, neste dia e neste momento de extrema felicidade. É para mim uma enorme honra poder batizar essa bem equipada biblioteca com o meu próprio nome." O acadêmico Antônio Olinto merece todos os nossos aplausos e todas as nossas homenagens, por ser um dos mais notáveis escritores brasileiros vivos e um dos mais importantes intelectuais, em consequência do Brasil. Traduzido em mais de 35 idiomas, Olinto contribui, dessa forma, para divulgar nossa cultura, nossa literatura e nossa gente em todos os cantos do mundo. Daí, a UniverCidade, neste dia 10 de maio, dia em que comemora mais um aniversário, ter decidido prestar-lhe essa singela e mais do que merecida homenagem", acrescentou o Reitor Paulo Alonso. Sua posição contra o comunismo custa-lhe até hoje o pouco reconhecimento por parte de imprensas, editoras e mídias.

## Grandes paixões
Suas grandes paixões são a música africana e a cultura africana.
Quando na África, descobriu a cultura negra no Brasil e a presença brasileira na África. Na Bahia, foi escolhido, juntamente com Jorge Amado, para ser Obá de Xangô, no candomblé do Ilê Axé Opô Afonjá.

## Academia Brasileira de Letras
É o quinto ocupante da cadeira 8 da Academia Brasileira de Letras, cujo patrono é o poeta Cláudio Manuel da Costa. Foi eleito em 31 de julho de 1997, na sucessão de Antônio Calado e recebido em 12 de setembro de 1997 pelo acadêmico Geraldo França de Lima.

## Obras
- Presença - poesia, Editora Pongetti, 1949.
- Resumo - poesia, Liv. José Olympio Editora, 1954.
- O Homem do Madrigal - poesia, Liv. José Olympio Editora, 1957.
- Nagasaki - poema, Liv. José Olympio Editora, 1957.
- O Dia da Ira - poema, Liv. José Olympio Editora, 1959.
- The Day of Wrath - tradução inglesa de O Dia da Ira, por Richard Chappell, edição Rex Collings, Londres, 1986.
- As Teorias - poesia, Edição Sinal, 1967.
- Theories and Other Poems - tradução inglesa de As Teorias por Jean McQuillen, edição Rex Collings, 1972.
- Antologia Poética - Editora Leitura, 1967.
- A Paixão segundo Antonio - poema, Editora Porta de Livraria, 1967.
- Teorias, Novas e Antigas - poesia, Editora Porta de Livraria, 1974.
- Tempo de Verso - poesia, Editora Porta de Livraria, 1992.
- 50 Poemas escolhidos pelo autor - poesia, Editora Galo Branco, 2004
- Jornalismo e Literatura - ensaio, MEC, 1955.
- O Journal de André Gide - ensaio, MEC, 1955.
- Dois Ensaios - Livraria São José, 1960.
- Brasileiros na África - ensaio sócio-político, Edições GRD, 1964.
- O Problema do Índio Brasileiro - ensaio, Embaixada do Brasil em Londres, 1973.
- Para Onde Vai o Brasil?, ensaio político, Editora Arca, 1977.
- Do Objeto como Sinal de Deus - ensaio sobre arte africana, RIEX, 1983.
- On the Objects as a Sign from God - tradução inglesa de Ira Lee, RIEX, 1983.
- O Brasil Exporta - história da exportação brasileira, Banco do Brasil, 1984.
- Brazil Exports - tradução inglesa, Banco do Brasil, 1984.
- Literatura Brasileira, Editora Lisa, 1994.
- Letteratura Brasiliana - (história da literatura brasileira), tradução italiana de Adelina Aletti, Jaca Book, 1993.
- Scurt² Istorie a Literaturii Braziliene (1500-1994), tradução romena de Micaela Ghitescu, Editora ALLFA, 1997.
- Antonio Olinto apresenta Confúcio e o Caminho do Meio - Rio de Janeiro, Editora Bhum - Ao Livro Técnico- 2001.
- African Art Collection, tradução inglesa de Ira Lee, Printing and Binding, Londres, 1982.
- A Invenção da Verdade - crítica de poesia, Editorial Nórdica, 1983
- A Verdade da Ficção - crítica literária, COBRAG, 1966
- Cadernos de Crítica - crítica literária, Liv. José Olympio Editora, 1958
- Ainá no Reino do Baobá - literatura infantil, LISA, 1979
- A Casa da Água - romance, Edições Bloch, 1969, Círculo do Livro, 1975, Círculo do Livro, 1988, Difel, 1983, Nórdica, 1988, 5ª edição, Nova Fronteira, 1999 A Casa da Água
- The Water House - tradução inglesa de Dorothy Heapy, Edição Rex Collings, 1970, tradução inglesa de Dorothy Heapy, Thomas Nelson and Sons Ltd, Walton-on-Thames, 1982, tradução americana Carrol & Graff, 1985
- La Maison d'Eau - tradução francesa de Alice Raillard, Edição Stock, 1973
- La Casa del Água - tradução argentina de Santiago Kovadlof, Editorial Losada, 1972.
- Bophata Kyka,(Macedônio), Macedônia Makepohcka Khnra (km), Skopje, 1992.
- Dom Nad Woda - tradução polonesa de Elizabeth Reis, edição Wydawnictwo Literackie, 1983. (Dom Nad Woda, edição Braille polonês, Polska Braille, 1985)
- Casa dell'Acqua - tradução italiana de Sonia Rodrigues, Edição Jaca Book, 1987.
- O Cinema de Ubá - romance, Liv. José Olympio Editora, 1972.
- Copacabana - romance, LISA, 1975, Coleção Lisa Biblioteca da Literatura Brasileira LISA, 1975, Editora Nórdica, 1981, tradução romena de Micaela Ghitescu, Univers, 1993.
- O Rei de Keto - romance, Editorial Nórdica, 1980, Le Roi de Ketu, tradução francesa de Geneviève Leibrich, Edição Stock, 1983, Il Re di Keto, tradução italiana de Sonia Rodrigues, Edição Jaca Book, 1984, The King of Ketu - tradução inglesa Richard Chappell, edição Rex Collings, Londres, 1987, Kungen av Ketu - tradução sueca de Marianne Eyre, Edição Norstedts, Estocolmo, 1988.
- Os Móveis da Bailarina - novela, Edição Nórdica, 1985, The Dancer's Furniture - tradução inglesa de C. Benson, Editorial Nórdica, 1994, I Mobili della Ballerina - tradução italiana de Bruno Pistocchi, L`Umana Avventura, 1986, Les Meubles de la Danseuse, tradução francesa, L`Aventure Humaine, 1986, Die Möbel der Tänzerin, tradução alemã, Humanis, 1987, Mobilele Dansatoarei - tradução romena de Micaela Ghitescu, Edição Nórdica, 1994.
- Trono de Vidro - romance, Editorial Nórdica, 1987, Trono di Vetro - tradução italiana de Adelina Aletti, Jaca Book, 1993, The Glass Throne - tradução inglesa de Richard Chappell, Sel Press, 1995.
- Tempo de Palhaço - romance, Editorial Nórdica, 1989, Timpul Paiatelor - tradução romena de Micaela Ghitescu, Editura Univers, Bucaresti, 1994.
- Sangue na Floresta - romance, Editorial Nórdica, 1993.
- Alcacer-Kibir - romance histórico, Editora CEJUP, 1997.
- A dor de cada um - primeiro romance da Coleção Anjos de Branco, Mondrian, 2001.
- Ary Barroso, história de uma paixão - romance, Mondrian, 2003.
- O Menino e o Trem - contos, Editora Ao Livro Técnico, 2000.
- Regras práticas para bem escrever / Laudelino Freire (1873-1937) - ampliada e atualizada por Antônio Olinto, Lótus do Saber Editora , 2000.
- Autobiografia de um Iogue  / Paramahansa Yogananda (1893-1952) - traduzido por Antônio Olinto em 2000, Lótus do Saber Editora, 2007,2008,2009.
- Minidicionário Poliglota - dicionário, Editora Lerlisa.
- Minidicionário Antonio Olinto: inglês-português, português-inglês - dicionário, Editora Saraiva, 1999.
- Minidicionário Antonio Olinto: espanhol-português, português- espanhol - dicionário, Editora Saraiva, 2000.
- Minidicionário Antonio Olinto da língua portuguesa - dicionário, Editora Moderna, 2000